# 24karats TRIBE OF GOLD
「24karats TRIBE OF GOLD」（トゥエンティーフォーカラッツ トライブ オブ ゴールド）は、EXILE TRIBEの1枚目のシングル。2012年9月5日にrhythm zoneより発売された。

## 概要
EXILE TRIBE名義では初となる作品で、EXILEと三代目J Soul Brothersのコラボレーション。EXILEのメンバーAKIRA主演の関西テレビ・フジテレビ系ドラマ『GTO』の主題歌で、「24karats」「24karats STAY GOLD」に続く、シリーズ3部作の集大成。MCには、ヒップホップグループのDOBERMAN INCが参加。

## チャート成績
- 2012年9月17日付のオリコン週間シングルチャートで初登場2位にランクインした。
- 8月21日付けのレコチョクランキング「着うたフル(R)」「着うた(R)」「ビデオクリップ」「着信ムービー」「メロディーコール」「テレビ/CM/映画・フル」の6部門で1位を獲得した[5]。

## 収録曲

### CD
1. 24karats TRIBE OF GOLD
作詞：STY, P-CHO, GS, KUBO-C, Tomogen / 作曲：STY
2. 24karats TRIBE OF GOLD (Instrumental)

### DVD
※CD+DVDのみ
1. 24karats TRIBE OF GOLD (Video Clip)